# Perisur (centro comercial)
Perisur es un centro comercial mexicano, ubicado en la esquina de Periférico Sur 4690 y Avenida de los Insurgentes Sur, en la colonia Jardines del Pedregal de San Ángel de la alcaldía Coyoacán, del sur de la Ciudad de México.

## Historia
Abrió en 1980, obra del arquitecto Juan Sordo Madaleno y tercera plaza comercial de la ciudad después de Plaza Universidad y Plaza Satélite. Tiene un espacio grande de estacionamiento y en su interior amplios pasillos, sus tiendas ancla eran a su apertura París-Londres, Liverpool, Sears, Sanborns y El Palacio de Hierro. contando originalmente con 150 locales comerciales, 4 grandes tiendas, 7 restaurantes.Como dato curioso, los terrenos en donde se levantó Perisur pertenecían originalmente a Emilio Azcárraga Milmo quien, a su vez, los vendió para poder financiar la construcción del Estadio Azteca.
El día de su inauguración, tocó la banda denominada Three Souls In My Mind, posteriormente conocida como El Tri.